# Regiunea Bafing
Regiunea Bafing este una dintre cele 19 unități administrativ-teritoriale, de gradul I, ale statului Coasta de Fildeș.